# 鳞轴双盖蕨
鳞轴双盖蕨（学名：Diplazium hirtipes）也称鳞轴短肠蕨，为蹄盖蕨科双盖蕨属下的一个种。